# آرلو تکنولوژیس
آرلو تکنالوجیز (انگلیسی: Arlo Technologies) شرکت الکترونیک آمریکایی است، که در سال ۲۰۱۴ تأسیس شد.